# San Chirico Raparo
San Chirico Raparo è un comune italiano di 880 abitanti della provincia di Potenza in Basilicata.

## Geografia fisica

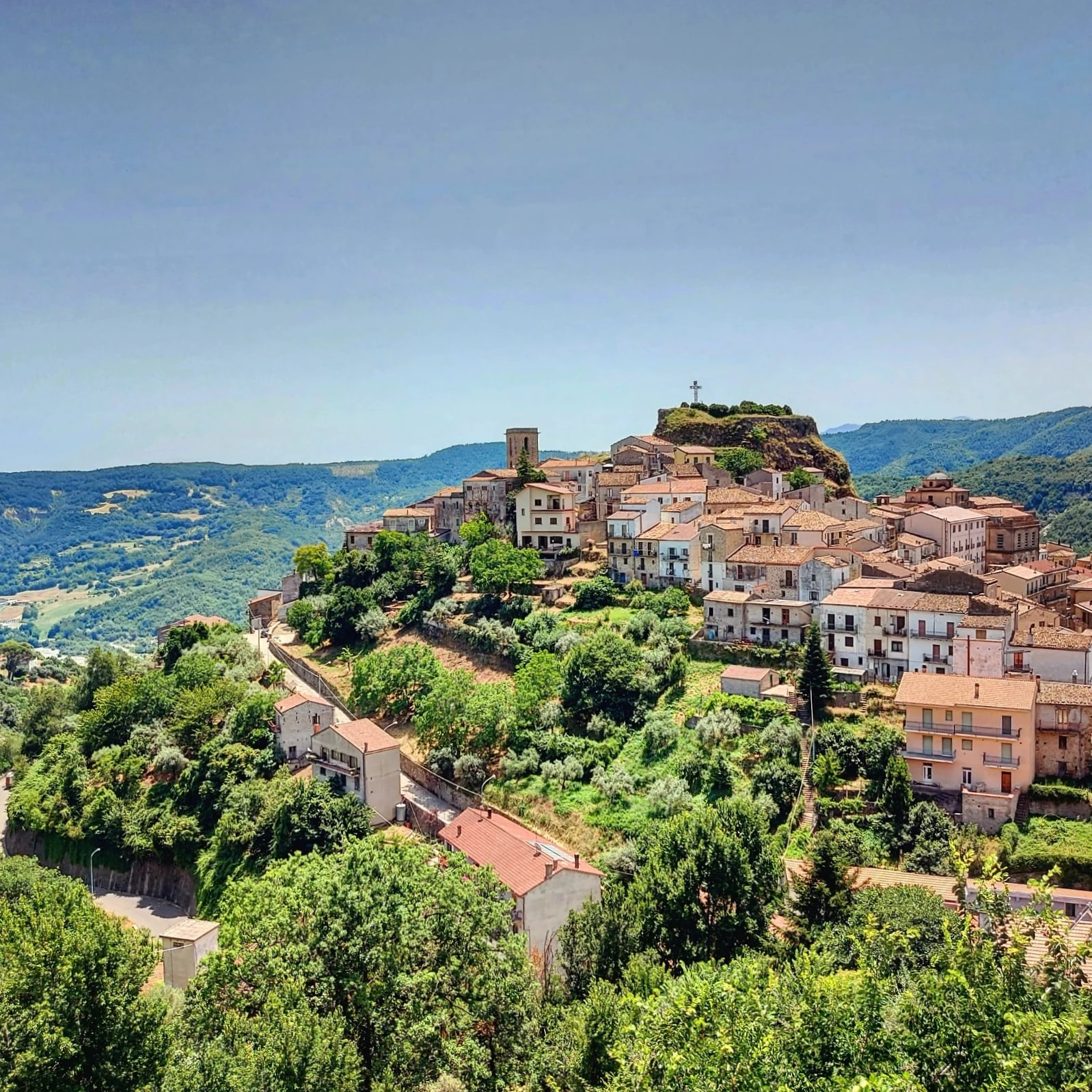
San Chirico Raparo

San Chirico Raparo si trova a 780 s.l.m. e confina con Calvera, Carbone, Castronuovo di Sant'Andrea, Armento, Castelsaraceno, Gallicchio, Roccanova, San Martino d'Agri, Spinoso.
Sorge su uno sperone roccioso che si affaccia sulla valle del Racanello, nei pressi del Monte Raparo.

## Storia

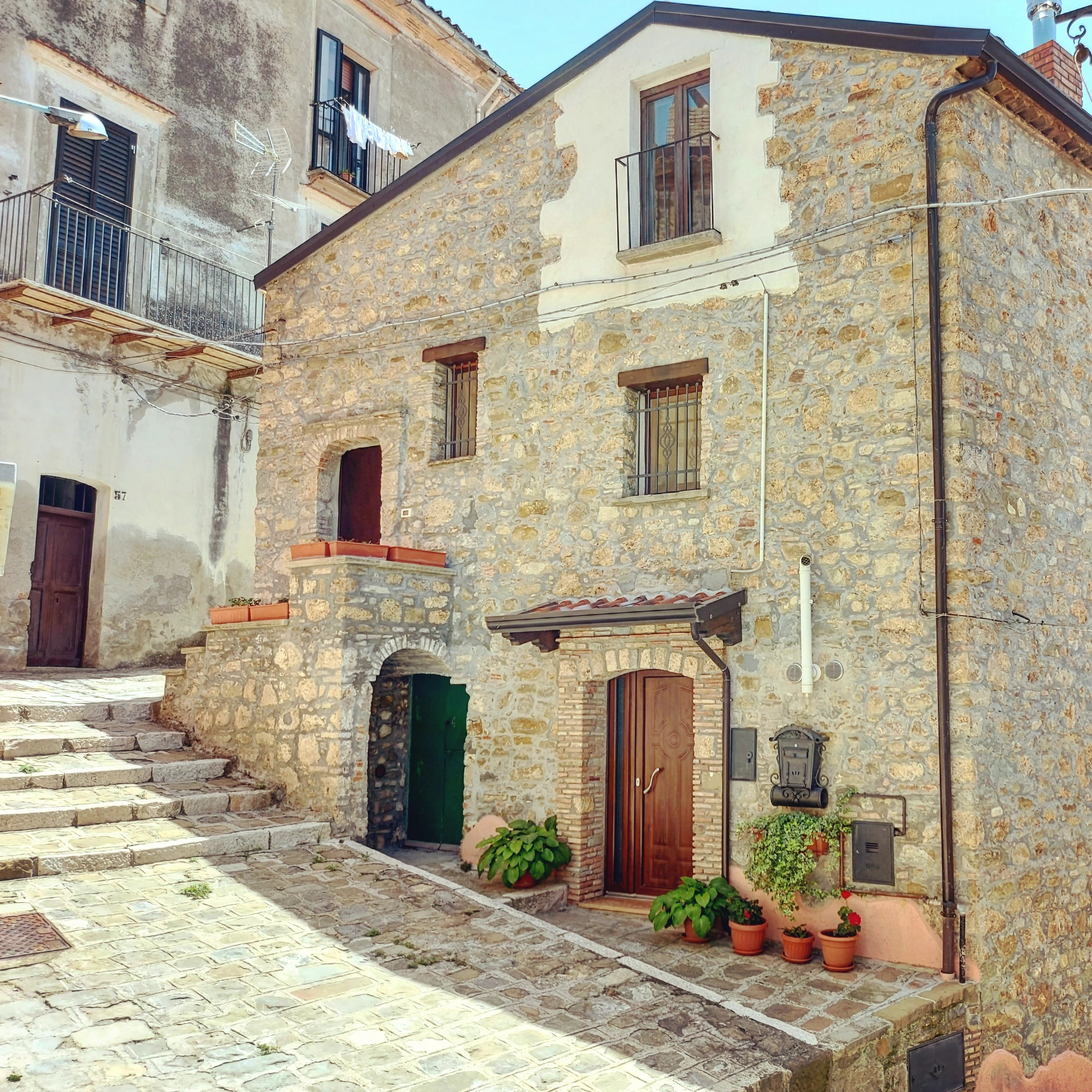
San Chirico Raparo

Sulla sua origine sono state formulate due ipotesi: una è quella che fa ricondurre la nascita di San Chirico Raparo all'antica città di Polisandra (in greco Πολυξάνδρα), in località Noceto.
La seconda fa risalire la nascita del centro alla fondazione dell'abbazia di Sant'Angelo al Monte Raparo. Ciò è dimostrato anche dal nome del paese, il quale sembra sia derivato da San Quirico di Iconio (in greco bizantino Άγιος Κύρικος Ικονίου), molto venerato dai monaci orientali e martirizzato ai tempi delle persecuzioni di Diocleziano.
Fu un'antica curia del re Ruggero, e in seguito, feudo dei Balvano, dei Chiaromonte e dei Sanseverino.
Alla metà del Settecento San Chirico era uno sviluppato centro per le manifatture tessili, infatti nel paese esisteva un laboratorio per la tessitura del cotone e della ginestra.
Nell'Ottocento San Chirico fu sede di mandamento nella circoscrizione di Lagonegro e appartenente alla diocesi di Anglona e Tursi.
Nel 1848 fu sede di un circolo costituzionale in cui si raccolsero le forze carbonare, e di un comitato insurrezionale che sancì un decennio di fermenti.

### Simboli
Lo stemma e il gonfalone sono stati concessi con DPR del 24 novembre 1983.
Il gonfalone è un drappo di bianco.

## Monumenti e luoghi d'interesse
Interessante nel paese è palazzo Barletta in cui sono conservati arazzi e mobili d'epoca.
Suggestiva è la chiesa parrocchiale dei Santi Pietro e Paolo, edificata sui resti di una precedente chiesa.

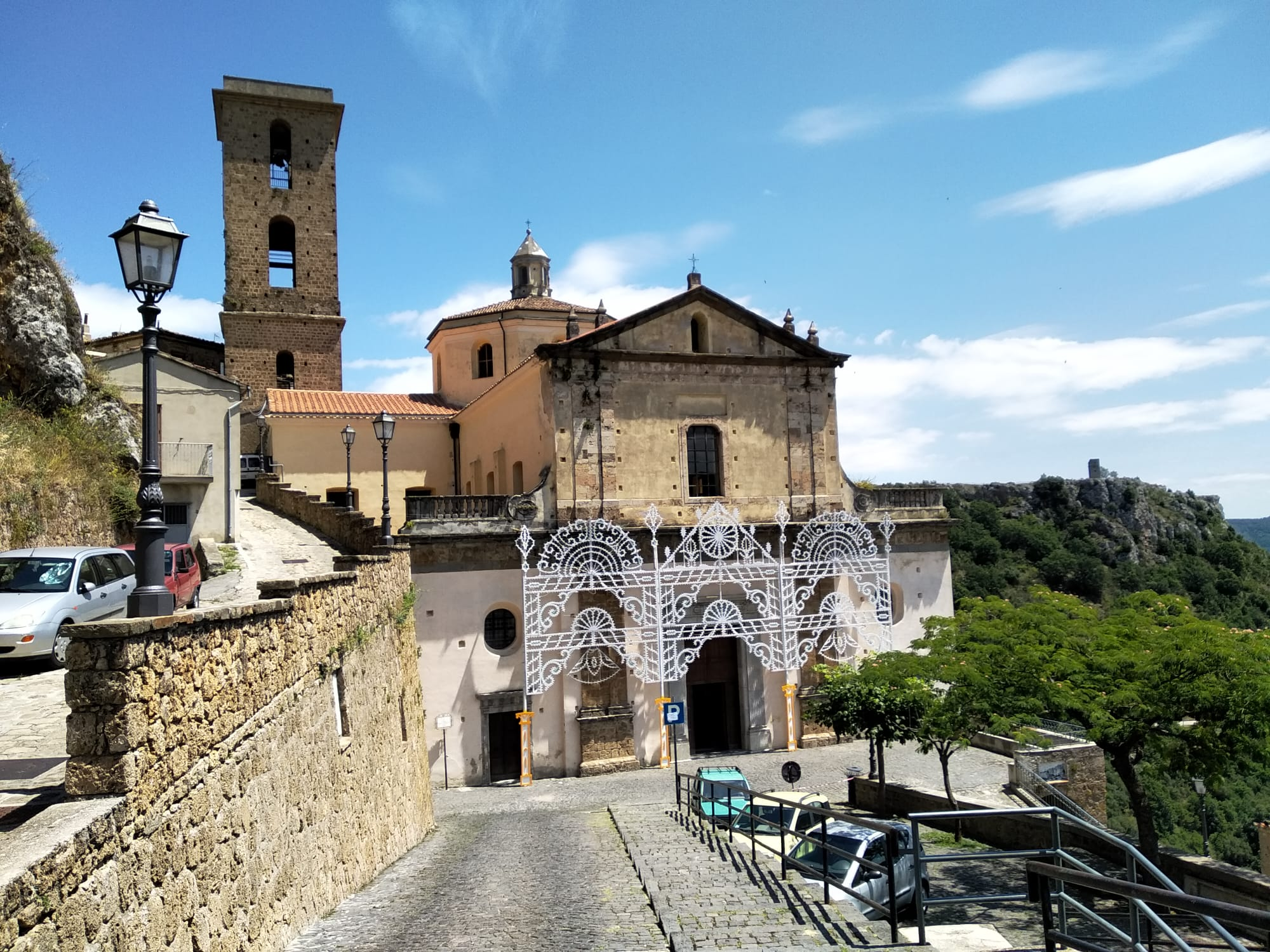
Duomo parrocchiale SS. Pietro e Paolo

All'interno sono conservati un crocifisso ligneo del Trecento proveniente dall'abbazia di Sant'Angelo al monte Raparo, un polittico attribuito a Simone da Firenze, un calice in argento di stile barocco e un fonte battesimale del Cinquecento; vi sono anche custodite due tele raffiguranti i santi Pietro e Paolo, già  conservati nel museo di Reggio Calabria.

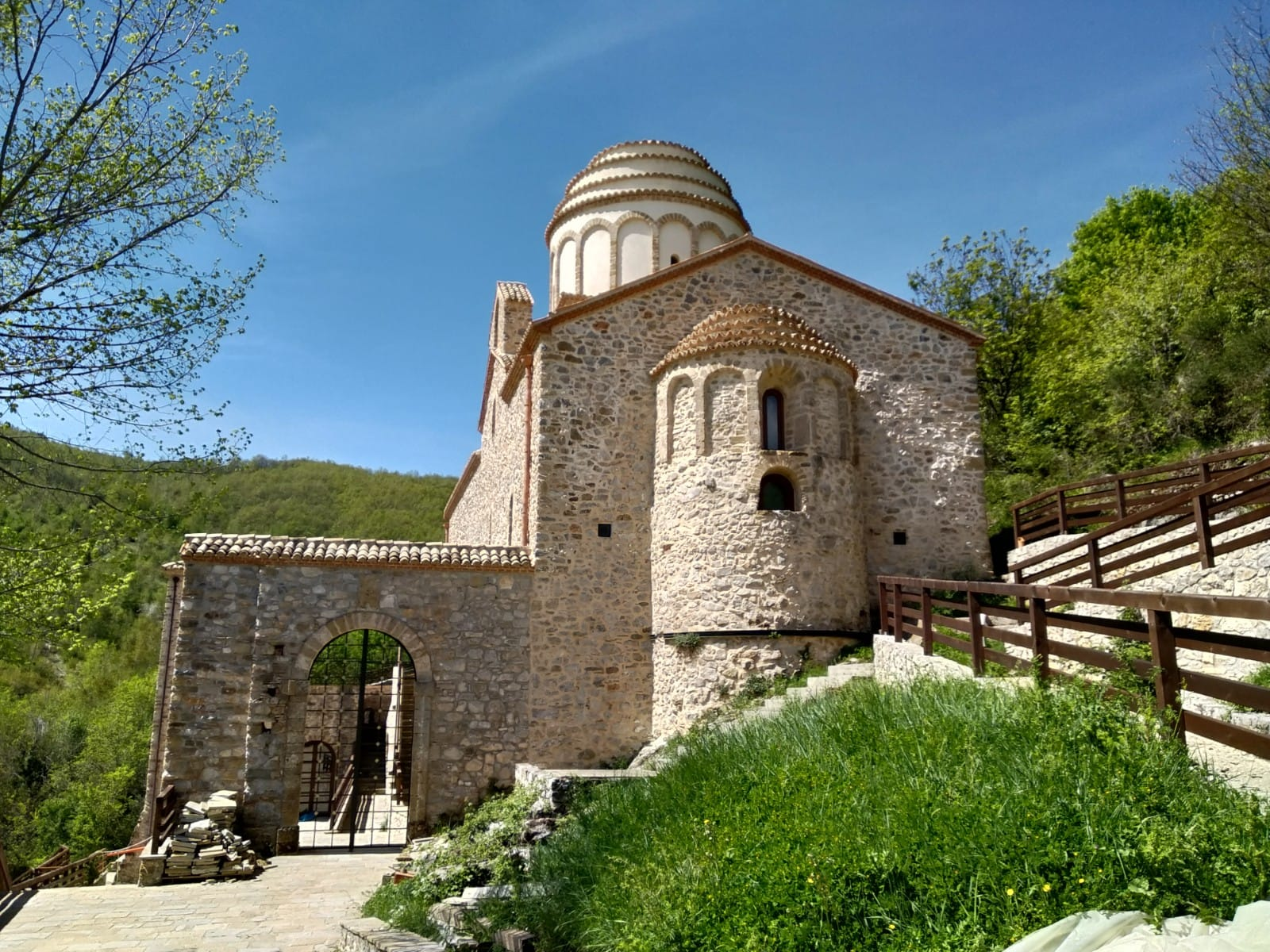
Veduta abbazia alla fine del sentiero

A pochi chilometri dal centro abitato è situata l'abbazia di Sant'Angelo, oggi in fase avanzata di restauro, in cui sono visibili le celle dei monaci scavate nella roccia.
Inoltre nelle vicinanze, in una grotta, si possono ammirare alcune stalagmiti ed un affresco rupestre che raffigura San Michele.
Caratteristica, nel territorio, è la sorgente del torrente Trigella il cui corso d'acqua scompare in autunno e riappare in primavera, fenomeno dovuto alla natura carsica del terreno.
Alle pendici del monte Raparo sgorgano due sorgenti di acque sulfuree: la Santa Quaranta e la Cortignano, efficaci per la cura delle malattie della pelle e dei reumatismi.
San Chirico è circondato da verdeggianti boschi come quello della Sella del Titolo, luogo ideale per passeggiate ed escursioni; la flora locale annovera una superficie boscosa di alto fusto e ceduo composta da piante di faggio, castagno, farnia e cerro.
Museo privato Sartoria Giovanni Missanelli  in via Roma, dove è possibile ammirare pregevoli manifatture sartoriali del periodo 1700-1970, nonché attrezzature d'epoca e una raccolta di ferri da stiro dal 1400 al 1970. Nel museo sono esposte numerose fotografie del paese che ne testimoniano l'evoluzione nel tempo, unitamente alle immagini più significative di "vita vissuta" dai suoi abitanti nel corso del XX secolo.

## Società

### Evoluzione demografica
Abitanti censiti

## Cultura

### Eventi

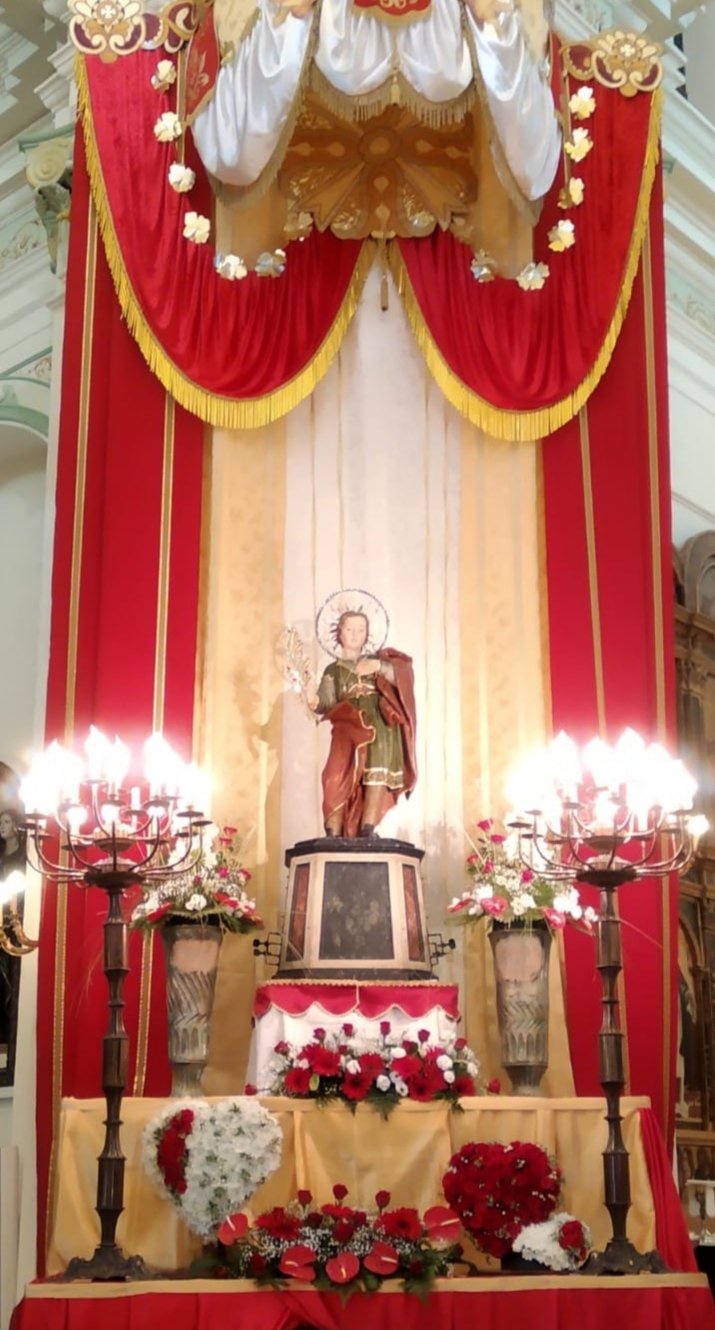
San Chirico in trono

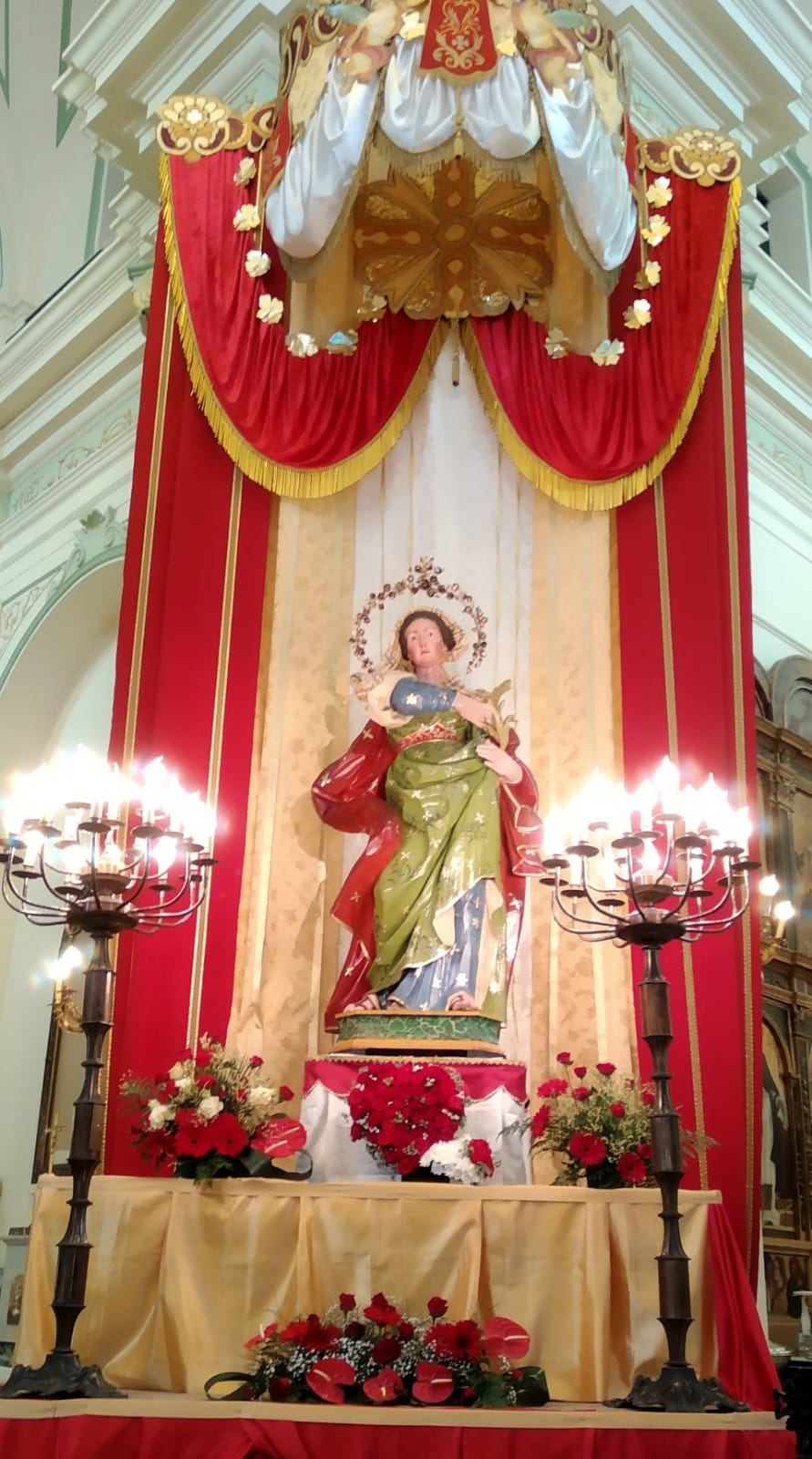
Santa Sinforosa in trono

- 15-18 luglio: Festa patronale in onore di san Chirico (o Quirico) martire, Madonna del Carmine e Santa Sinforosa di Tivoli martire. 
Durante questi 4 giorni si tengono solenni festeggiamenti, con una massiccia e sentita partecipazione della comunità locale, a testimonianza della forte devozione e attaccamento di tutti i sanchirichesi, anche di quelli non più residenti, ai santi patroni.
- 15 agosto: Festa della Madonna dell'Assunta e tradizionale gioco delle pignatte
- Terza domenica di settembre: Festa autunnale della Madonna del Carmine
- 8 settembre: festa della Madonna della Natività ("Madonna della zingara")
- 13 giugno: festa di Sant'Antonio
- 15 giugno - 17 luglio: mese di preparazione alla festa patronale con le novene dal 6 luglio
- Ultimo sabato di settembre: pellegrinaggio alla cappella di Santa Maria Maddalena
- 31 maggio e 15 settembre: festa dell'Addolorata ("Madonnina")